# Kerli (EP)
"Kerli" je prvi EP estonske pjevačice Kerli. Objavljen je 16. listopada 2007. godine kao digitalni download i CD, ali EP nije više na tržištu. "Kerli" sadrži tri pjesme, dvije ("Walking on Air" i "Love is Dead)" se mogu naći na njenom debitanskom albumu Love Is Dead, a treća je "She's in Parties" koju je prvobitno snimio sastav Bauhaus. Pjesma je objavljena samo na tom EP-u a pjesme "Love is Dead" i "Walking on Air" su objavljene i na debitantskom albumu Love Is Dead.

## Popis pjesama
1. "Walking on Air" – 4:29
2. "Love Is Dead" – 4:38
3. "She's in Parties" – 5:21

## Povijest objavljivanja
| Država | Datum               | Format                 |
| ------ | ------------------- | ---------------------- |
| Svijet | 16. listopada 2007. | CD, digitalni download |